# Alabaster

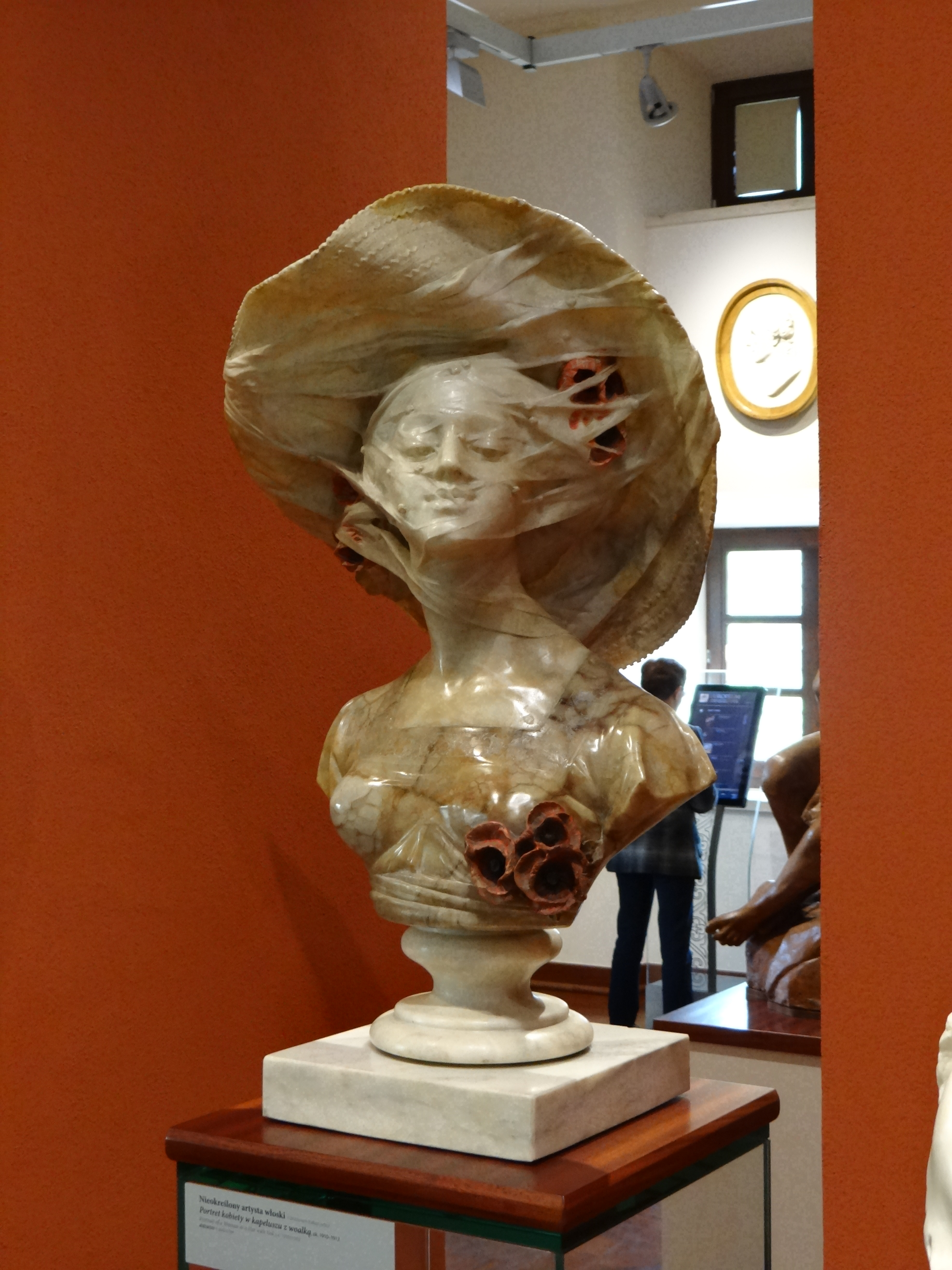
Popiersie kobiety w kapeluszu z woalką, ok. 1910-1912. Ośrodek Kultury Europejskiej „Europeum” Kraków

Alabaster (łac. alabaster, z gr. alábastros) – zbity, dobrze prześwitujący, biały lub nieco zabarwiony (np. na żółtawo, zielonkawo, różowawo) minerał będący drobnoziarnistą odmianą gipsu, ale dużo twardszy od niego.
Jest to też nazwa dwóch, zewnętrznie bardzo podobnych, materiałów zdobniczych opartych na dwóch różnych minerałach – gipsie i kalcycie. Już od czasów starożytnych alabaster był używany jako kamień ozdobny i dekoracyjny. Nazwa pochodzi od staroegipskiego miasta Alabastron lub greckiego słowa alabastros: pierwotnie "flakonik na wonności" - nazwa została przeniesiona na materiał, z którego był wykonywany.

## Rodzaje i rozróżnianie
W starożytności alabastrem była tylko półprzezroczysta, delikatnie pożyłkowana i gładko wyszlifowana forma kalcytu. Obecnie jest nim także drobnoziarnista odmiana gipsu, zbita, półprzeźroczysta, biała lub nieco zabarwiona (na żółtawo, zielonkawo, różowawo itp.). Pomimo ich podobieństwa zewnętrznego oba rodzaje alabastru, gipsowy i kalcytowy, można bardzo łatwo rozróżnić po ich twardości. Alabaster gipsowy można bez trudu porysować paznokciem. Alabaster kalcytowy jest znacznie trudniejszy do porysowania – można tego dokonać dopiero z użyciem ostrego noża z dobrej jakościowo stali.
Oba alabastry można też rozróżnić przy pomocy testu chemicznego: kalcytowy rozpuszcza się w kwasie solnym, a gipsowy nie.

## Miejsca występowania
- Włochy – Volterra k. Pizy, Bolonia, Livorno, Sycylia,
- Egipt – okolice Luksoru,
- Chiny,
- Kazachstan,
- Rosja,
- USA – Kalifornia, Nowy Meksyk, Kolorado, Michigan,
- Kanada – Nowy Brunszwik, Nowa Szkocja,
- Meksyk,
- Maroko,
- Niemcy,
- Francja – Basen Paryski,
- Polska – Podkarpacie, Pogórze Kaczawskie,
- Rumunia – Baia Sprie.

## Główne centra handlu wyrobami
- Włochy – Florencja, Livorno, Mediolan,
- Niemcy – Berlin.

## Zastosowanie

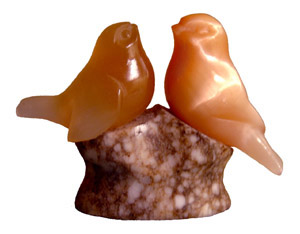
Figurka z alabastru

- Alabaster stanowi przede wszystkim doskonały surowiec rzeźbiarski.
- Służy do wyrobu m.in. waz, pucharów, puzder, tacek, świeczników, popielnic, abażurów lamp, stiuków i rzeźb. Wymieniony w Biblii[6].
- Był także używany jako dekoracyjny kamień okładzinowy – alabaster kalcytowy zastępował marmur do wykładania posadzek. Posadzki alabastrowe mają żywsze kolory i bardziej błyszczą, ale są mniej odporne mechanicznie od marmurowych.
- W starożytnej Mezopotamii i Egipcie stosowany był (sproszkowany) jako baza kosmetyków mających zapewnić skórze gładkość i rozjaśnić ją.
- W czasach rzymskich, pojedyncze płytkowe kryształy stosowano jako okienka w ulach pszczelich[4].
- W średniowieczu pod nazwą „szkło maryjne” wykorzystywano jako szybki do okien i witraży[4].
- W bibliotekach i bankach z powodu przypisywanej mu zdolności do wzrostu koncentracji u osób przybywających w jego pobliżu[4].